# 尼川元気
尼川 元気（あまかわ げんき、1984年11月27日 - ）は、日本のベーシスト、ミュージシャン。大阪府松原市出身。flumpool、Cho_Nansのメンバーとして活動している。

## 来歴
2002年、幼稚園からの幼馴染みの山村隆太、阪井一生らとの3人でアコースティックギター弾き語りユニットを結成。2007年1月、知人の紹介で知り合った小倉誠司が加入し、flumpoolを結成。
2008年8月27日、タワーレコードおよびTSUTAYAにて初回5,000枚完全限定生産で、トライアルシングルと銘打ったインディーズシングル『labo』を発売し、10月1日にCMソングの「花になれ」が配信限定シングルとして発売され、同作を以てメジャー・デビュー。
2018年3月、辻村有記やワカメヒロキらとCho_Nansとしての活動を始動。
2019年3月31日、フリーアナウンサーの高見侑里と入籍、同年4月13日に発表。
2021年7月1日、新会社となる個人事務所設立とアミューズの子会社A-Sketchとの業務提携を発表。

## 人物
近畿大学附属高等学校、近畿大学の経営学部商学科を卒業。
「Hydrangea」をライブで披露する際にはボーカルも務める。この曲はベスト・アルバム『The Best 2008-2014「MONUMENT」』にて初めて音源化されたが、尼川がボーカルを拒否したこともあり、スタジオ音源では他の楽曲と同じく山村のみがボーカルをとっている。一方、2023年10月9日に発売された2枚目のベスト・アルバム『The Best flumpool 2.0 〜 Blue［2008-2011］& Red［2019-2023］〜』では山村、阪井、尼川の3人がボーカルを務めるバージョンが初めて音源化され、ファンクラブ限定盤に収録された。
アルバム『Fantasia of Life Stripe』に収録の「ベガ 〜過去と未来の北極星〜」では作曲、『EGG』に収録の「産声」では作詞・作曲を手がけた。「産声」の作詞は同時期に親友の子供が誕生したこともあり、生命の誕生をモチーフに書き上げている。

## 楽曲制作
| タイトル                      | 担当       | 初出                        |
| ----------------------------- | ---------- | --------------------------- |
| 「ベガ 〜過去と未来の北極星」 | 作曲       | 『Fantasia of Life Stripe』 |
| 「産声」                      | 作詞・作曲 | 『EGG』                     |
| 「虹の傘」                    | 作曲       | 『Real』                    |